# Kema
Kema (rusky Кема) je řeka ve Vologdské oblasti v Rusku. Je 150 km dlouhá. Povodí má rozlohu 4480 km².

## Průběh toku
Odtéká z Kemského jezera (leží na Andomské vysočině a jeho hlavní zdrojnicí je řeka Sojda) a ústí do Bílého jezera (povodí Volhy). Hlavními přítoky jsou Indomanka zleva a Korba zprava. Okolí řeky je lesnaté a řídce osídlené, leží na ní osady Bonga, Pokrovskoje a Novokemskij.

## Vodní stav
Průměrný roční průtok vody u vesnice Levkovo činí 44,8 m³/s. Zamrzá na začátku listopadu a rozmrzá na konci dubna.

## Využití
Řeka má regulovaný tok a je splavná pro vodáky. Rozšířen je rekreační rybolov, i když množství ryb se zmenšuje.

## Historie
Na dolním toku řeky se nachází archeologické naleziště Nikolskoje V s artefakty z 10. století.